# Geografija Butana
Kraljevina Butan je suverena država, ki leži proti vzhodni skrajni meji Himalaje. Je dokaj enakomerno stisnjena med suverenim ozemljem dveh držav: Ljudske republike Kitajske na severu in severozahodu, s približno 477 kilometrov meje z avtonomno regijo Tibet in Republiko Indijo na jugu, jugozahodu in vzhodu, s približno 659 kilometrov meje z zveznimi državami Arunačal Pradeš, Asam, Zahodni Bengal in Sikim. Skupne meje Butana znašajo 1139 kilometrov. Republika Nepal na zahodu, Ljudska republika Bangladeš na jugu in Mjanmar na jugovzhodu so druge bližnje sosede; prvi dve sta ločeni le z zelo majhnimi odseki indijskega ozemlja.
Butan je zelo kompaktna država, le malo  daljša kot široka s površino približno 38.394 kvadratnih kilometrov. Zaradi svojega kopenskega statusa ne nadzoruje teritorialnih voda. Butansko ozemlje se je na jugu širilo na današnji Assam, vključno s protektoratom Cooch Behar, toda od leta 1772 je britanska vzhodnoindijska družba začela potiskati meje s številnimi vojnami in pogodbami, kar je močno zmanjšalo velikost Butana, Sinčulska pogodba iz leta 1865, ko so se nekatera obmejna zemljišča vrnila nazaj. Kasneje so mnoga od teh ozemelj trajno izgubili za Britansko Indijo v skladu s pogodbo iz Punakhe.

## Politična geografija
Butan je razdeljen na 20 dzongkhagov (okrožij) in nadalje na 205 gewogov (vaških skupnosti). Gewogi so nato za administracijo razdeljeni na številne tromde (občine).

## Naravna geografija
Himalajske gore Butana dominirajo na severu države, kjer vrhovi zlahka dosežejo 7000 metrov; Najvišja točka v Butanu je Gangkhar Puensum, ki ima čast, da je najvišja ne preplezana gora na svetu  s 7570 m . Vreme je v gorah skrajno: visoki vrhovi imajo večni sneg, nižje gore in soteske imajo vse leto močne vetrove, zaradi česar so poleti pusti rjavi vetrovni predori in pozimi zamrznjene opustele površine. Viharji, ki nastajajo na severu vsako zimo, se pogosto premikajo proti jugu v osrednje višavje.
Pod skalami in ledom najvišjih vrhov leži obsežen lok vzhodnega himalajskega alpskega grmičevja in travnikov, ki poleg pašnikov vsebuje še veliko različnih rododendronov in zelnatih rastlin.
Gorski svet je najbolj naseljen del države. Prestolnica Thimphu leži v zahodni regiji. Za to regijo so značilne številne reke (ki se izlivajo v indijsko  Brahmaputro), njene izolirane doline, v katerih je večina prebivalstva in obsežni gozdovi, ki pokrivajo sedemdeset odstotkov države. Visokogorje ima vzhodno himalajski subalpski gozd iglavcev na višjih nadmorskih višinah in vzhodno himalajski gozd listavcev na nižjih višinah. Zime so hladne, poletja vroča; deževno obdobje pogosto spremljajo plazovi.
Doline Butana so povezane z vrsto prelazov (La v Dzongkha). Med dolino Haa in dolino Paro je Chele La (3780 metrov). Chele La je najvišji prehod, ki ga prečka butanska avtocesta. Druga cesta iz Thimphua do Punakhe prečka prelaz Doču La (3116 metrov), ki ima 108 čortenov, zgrajenih v spomin na izgon asamskih gverilcev. Vzhodno od kraja Vangdue Phodrang je Pele La (3390 metrov). Nadaljevanje vzhodno vzdolž glavne avtoceste so drugi pomembnejši prelazi kot Yotang La, Shertang La, Wangthang La, Thrumshing La in Kori La (2298 metrov).
Ekstremni južni pas države je sestavljen večinoma iz himalajskih subtropskih širokolistnih gozdov, ki se razprostirajo v tropske ravnice Tarai-Duar savane in travišč, značilnih za Indijo. Gre predvsem za kmetijska zemljišča, kjer večinoma proizvajajo riž. Le dva odstotka Butana sta obdelovalna zemlja, večina je tu.
Stoletja izolacije, majhna populacija in topografski ekstremi so privedli do ohranitve Butana kot enega najbolj nedotaknjenih ekosistemov na svetu. Država se uvršča med prvih deset držav na svetu po gostoti vrst (bogastvo vrst na enoto površine). Obstaja več kot petstopetdeset vrst rastlin, vključno s tristo zdravilnimi. Znanih je več kot 770 vrst ptic in več kot 165 vrst sesalcev, vključno z mnogimi redkimi in ogroženimi vrstami, kot so mačji panda, snežni leopard in zlati langur (Trachypithecus geei).

## Strateška lokacija
Butan, ki leži med Indijo in Kitajsko, je potencialno kitajsko-indijsko bojišče; Indija ima trenutno večji politični vpliv v državi. To izhaja iz dveh razlogov: dejstva, da po tem, ko so Britanci podelili suverenost svojim južnoazijskim posestim, Butan, protektorat, nikoli ni bil pod nadzorom Indije, razen za politiko tujih odnosov po indijsko-butanski pogodbi iz leta 1949. Indijska vojska patruljira meje Butana in je igrala pomembno vlogo pri razvoju cestne infrastrukture v državi. Poleg tega indijska vlada še naprej zagotavlja približno 60% javnih financ Butana.
Drugi razlog izhaja iz agresije Kitajske na Tibet od 1949 do 1959; Tibetanci imajo močne kulturne, zgodovinske in verske povezave z Butanom.
Butan nadzira več strateških gorskih prelazov skozi Himalajo, kar omogoča potovanje med Tibetom in Assamom. Ti prehodi so tudi edina pot v kraljestvo in skupaj z večstoletno politiko izolacije so jo imenovali 'gorska trdnjava bogov'. Srce Butana ni bilo nikoli uspešno napadeno; Britanci, medtem ko so vzpostavljali protektorat, so to storili z grožnjami za nizko ležeča ozemlja pod visokogorjem.

## Podnebje
Podnebje Butana je tako raznoliko, kot njegove višine in tako kot na Indija, nanj vplivajo monsuni. Zahodni Butan je še posebej prizadet od monsunov, ki prinašajo med 60 in 90 odstotkov padavin v regijo. Podnebje je vlažno in subtropsko v južnih ravnicah in vznožjih gora, zmerno v notranjih himalajskih dolinah južne in osrednje regije ter hladno na severu, s celoletnim snegom na glavnih himalajskih vrhovih. 
Temperature se razlikujejo glede na nadmorsko višino. Temperature v mestu Thimphu, ki je na nadmorski višini 2200 metrov v zahodno-osrednjem Butanu, se gibljejo od približno 15 do 26 ° C med monsunsko sezono od junija do septembra, vendar se spustijo med - 4 in 16 ° C v januarju. Večina osrednjega dela države doživlja hladno, zmerno podnebje skozi celo leto. Na jugu toplo, vlažno podnebje pomaga ohranjati enakomerno temperaturno območje med 15 in 30 ° C skozi celo leto, čeprav temperature včasih dosežejo 40 ° C v dolinah med poletem.
Letne količine padavin so zelo razširjene v različnih delih države. V hudem severnem podnebju je letnih padavin okoli 40 milimetrov (predvsem snega). V zmernih srednjih regijah je letno povprečje okoli 1000 milimetrov pogostejše, na  nekaterih lokacijah v vlažnem, subtropskem jugu je bilo registriranih 7800 milimetrov na leto, kar zagotavlja gost tropski gozd ali savano. Thimphu doživlja suhe zimske mesece (od decembra do februarja) in skoraj brez padavin do marca, ko padavine povprečno znašajo 20 milimetrov  na mesec in se nato postopno povečujejo do 220 milimetrov v avgustu za skupno letno količino padavin. skoraj 650 milimetrov.
Na splošno se suha pomlad Butana začne v začetku marca in traja do sredine aprila. Poletno vreme se začne sredi aprila z občasnimi nalivi in se nadaljuje skozi predmonsunskim deževjem konec junija. Poletni monsun traja od konca junija do konca septembra z močnimi deževji z jugozahoda. Monsunsko vreme, ki ga je na severu zadrži Himalaja, prinaša obilne padavine, visoko vlažnost, hudourniške poplave in zemeljske plazove ter številne meglene oblake. Jesen, od konca septembra ali začetka oktobra do konca novembra, sledi deževnemu obdobju. Zanj so značilni svetli, sončni dnevi in nekaj zgodnjih snežnih padavin na višjih nadmorskih višinah. Od poznega novembra do marca nastopi zima z mrazom v večjem delu države, snežne padavine pa nad zgornjo nadmorsko višino 3000 metrov. Zimski severovzhodni monsun prinaša močan veter skozi visoke planinske prelaze.

## Ledeniki
Ledeniki v severnem Butanu, ki so v osemdesetih letih pokrivali približno 10 odstotkov celotne površine, so pomemben obnovljivi vir vode za reke Butan. Dovajanje zimskega snega in počasno taljenje poleti pomeni, da ledeniki vsako leto prinesejo milijone litrov sveže vode v Butan in dolino. Ledeniška talina povzroča monsunsko narasle reke in tudi prispeva k poplavam. Kjer ledeniško gibanje začasno blokira rečne tokove, lahko dolvodna območja ogrožajo poplave iztekajočih ledeniških jezer, imenovane tudi jökulhlaupi .
Butanski ledeniki se topijo. Poročilo Združenih narodov iz leta 2008 kaže, da so se zaradi naraščajočih temperatur ledeniki v Butanu umaknili s hitrostjo 30–40 metrov na leto, kar je povzročilo, da so mnoga jezera porušila morenske nanose in poslala milijone litrov poplavne vode. To med številnimi drugimi vprašanji, povezanimi s podnebjem, opredeljenimi v poročilu, je regionalno združenje vladnih ministrov spodbudilo, da septembra 2007 v Thimphuju ustanovilo regionalni sklad za izredne razmere na področju zdravja v jugovzhodni Aziji. Podobno so države članice Južnoazijskega združenja za regionalno sodelovanje (SAARC) na vrhu aprila 2010 sprejele dvostranske sporazume, ki vključujejo ukrepe o podnebnih spremembah in ledenikih. 
Poročilo Združenih narodov iz leta 2008 je tudi pokazalo, da se bodo himalajski ledeniki stopili v 25 letih ,  toda predsednik vlade Jigme Thinley je na tiskovni konferenci konec marca 2010 izrazil bolj temačen pogled, v katerem je dejal: »Naši ledeniki se zelo hitro umikajo in imamo razloge za to skrb, da dejansko ne bodo izginile leta 2035, ampak še prej«. 

## Jezera
Butan je dom vsaj 59 naravnih gorskih jezer in okoli 2674 ledeniških jezer; približno 25 od teh ledeniških jezer je potencialno nevarno za poplave. 
Ne ledeniška jezera v Butanu pokrivajo skupaj približno 4250 hektarjev. Večina je nad 3500 metri nadmorske višine, večina jih nima stalnih človeških naselij v bližini, čeprav se mnoga uporabljajo za pašne jake in so morda začasna naselja. 

## Reke
Butan ima štiri glavne rečne sisteme: Drangme Čhu; Puna Tsang Čhu, v Indiji imenovana tudi Sankoš; Wang Čhu; in Amo Čhu. Vsak hitro teče iz Himalaje, južno skozi Dooars, da se pridruži reki Brahmaputri v Indiji in od tod skozi Bangladeš, kjer se Brahmaputra (ali Jamuna v Bangladešu) pridruži mogočnemu Gangesu (ali Padmi v Bangladešu), ki se izliva v Bengalski zaliv. Največji rečni sistem, Drangme Čhu, teče proti jugozahodu iz indijske Arunačal Pradeš in ima tri glavne veje: Drangme Čhu, Mangde Čhu in Bumthang Čhu. Te veje tvorijo porečje Drangme Čhu, ki se razprostira po večini vzhodnega Butana in odmaka doline Tongsa in Bumthang. V Duarsu, kjer se ji pridruži osem pritokov, se Drangme Čhu imenuje Manas Čhu. 320 km dolga Puna Tsang Čhu izvira v severozahodnem Butanu kot Mo Čhu in Pho Čhu, ki jih hranijo sneg iz Visoke Himalaje. Tečejo južno do Punakhe, kjer se združijo v Puna Tsang Čhu, ki teče južno v indijsko državo Zahodni Bengal. V Tibetu izvirajo pritoki 370 kilometrov dolge Wang Čhu. Wang Čhu sama teče jugovzhodno skozi zahodno-osrednji Butan, odmaka doline Ha, Paro in Thimphu in nadaljuje v Duars, kjer vstopi v Zahodni Bengal kot Raigje Čhu. Najmanjši rečni sistem, Torsa Čhu, znan kot Amo Čhu v svojih severnih delih, prav tako iz Tibeta teče v dolino Čumbi in hitro čez zahodni Butan, preden se v bližini Phuntšolinga steče v Indijo. 

## Doline
Butanske doline so izklesale v Himalajo reke, ki jih napajajo ledeniške taline in monsunsko deževje. Velik del prebivalstva Butana je skoncentriran v dolinah in nižinah, ločenih z razgibanimi južnimi obronki Notranje Himalaje. Kljub modernizaciji in razvoju prevoza v Butanu, vključno z nacionalnim sistemom avtocest, potovanje iz ene doline v drugo ostaja težavno.  Zahodne doline so na vzhod povezane z Črnimi gorami v osrednjem Butanu, ki tvorijo razvodje med dvema glavnima rečnima sistemoma Mo Čhu in Drangme Čhu. Osrednje doline so od vzhoda ločene z gorovjem Donga. Bolj osamljene gorske doline varujejo več majhnih, ločenih kulturnih in jezikovnih skupin. 